# 大洲西地区
大洲西地区（おおずにしちく）は愛媛県大洲市北只から平野町に至る、延長2.4kmの国道197号バイパスである。全長の半分を大洲西トンネルが占めている。
この区間の旧道は、旧城下町の大洲市街を通過していたため、道路幅員も最小5.5mで直角に曲がる箇所が3箇所ありしかも歩道がなく通行に支障があった。

## 概要
- 起点：愛媛県大洲市北只
- 終点：愛媛県大洲市平野町
- 延長：2.4km
- 規格：第3種第2級
- 車線数：完成2車線
- 道路幅員：11m
- 車線幅員：3.25m
- 設計速度：60km/h

## 沿革
- 1974年（昭和49年） 事業化
- 1977年（昭和52年） 用地着手
- 1979年（昭和54年） 工事着手
- 1982年（昭和57年）12月　供用

## 通過市町村
- 大洲市

## 当該道路の位置関係
- （八幡浜方面） - 国道197号
- （須崎方面） - 国道197号

## 主な構造物
- 大洲西トンネル（L=1078m）